# کارلوس ریوس
کارلوس ریوس (انگلیسی: Carlos Ríos؛ زادهٔ ۱۷ نوامبر ۱۹۶۴) بازیکن فوتبال اهل اسپانیا است.